# Parque Crotona
El Parque Crotona (en inglés, Crotona Park) es un parque público en South Bronx en la ciudad de Nueva York (Estados Unidos). Cubre 52 ha y está delimitado por calles del mismo nombre en sus fronteras norte, este, sur y oeste, y se encuentra junto a los vecindarios Crotona Park East y Morrisania del Bronx. Está dividido en cuatro partes por Claremont Parkway y Crotona Avenue, que lo atraviesan.
Sus terrenos pertenecían a una familia de terratenientes de apellido Bathgate. Fue creado a través de la Ley de Nuevos Parques en 1888 como parte de una red municipal de parques conectados por avenidas. El Crotona Play Center se añadió en 1936. El Parque Crotona ocupaba anteriormente 62,7 ha, pero la parte norte fue cortada por Cross Bronx Expressway en 1945, convirtiéndose en lo que ahora se conoce como el Parque Walter Gladwin. Tras un período de deterioro a finales del siglo XX, se iniciaron varios proyectos de mejora a partir de la década de 1990.
El Parque Crotona incluye un lago de 1 ha, así como numerosas instalaciones recreativas como una piscina. El Crotona Play Center, un hito nacional y designado por la ciudad, se encuentra en la parte occidental. Es operado por el Departamento de Parques y Recreación de Nueva York, también conocido como NYC Parks.

## Historia

### Primeros años

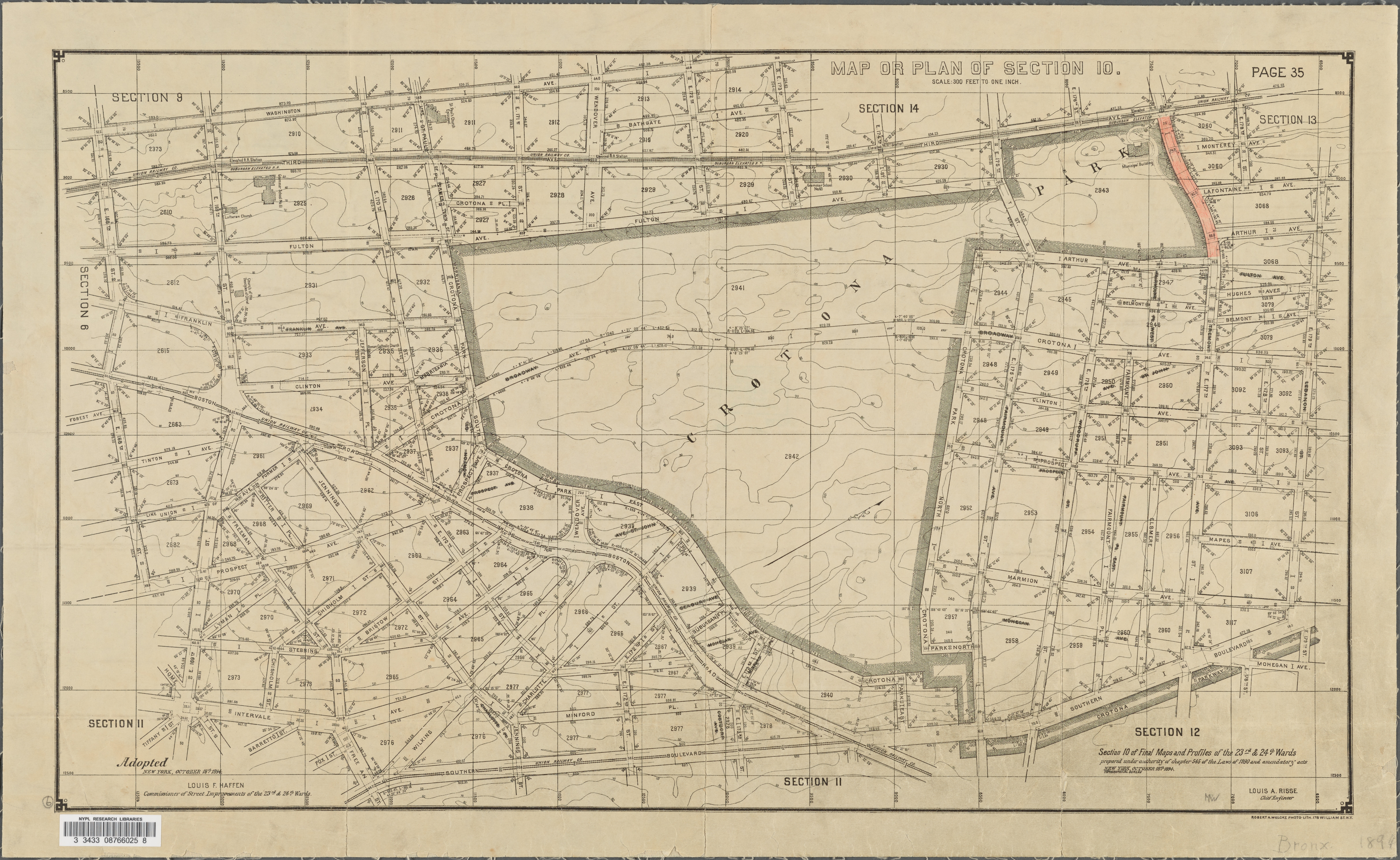
Mapa del Parque Crotona de 1894 (el oeste está en la parte superior de la hoja). Tenga en cuenta la sección adjunta (anterior a Cross Bronx Expressway) en la esquina noroeste del parque, que ahora es Walter Gladwin Park. Este mapa también es anterior a la construcción de Claremont Parkway.

En la década de 1870, el arquitecto paisajista Frederick Law Olmsted imaginó un cinturón verde en todo el Bronx, compuesto por parques y avenidas que se alinearían más con la geografía existente. Esto contrastaba con el sistema de cuadrícula de Manhattan, establecido durante el Plan de los Comisionados de 1811, que había dado lugar a Central Park, que tenía elementos en su mayoría artificiales dentro de los límites de la cuadrícula. Sin embargo, en 1877, la ciudad se negó a seguir su plan. Casi al mismo tiempo, el editor del New York Herald, John Mullaly, impulsó la creación de parques en Nueva York, elogiando particularmente las propiedades de las familias Van Cortlandt y Pell en el oeste y este del Bronx, respectivamente. Formó la Asociación de Parques de Nueva York en noviembre de 1881. Hubo objeciones al sistema, que aparentemente estaría demasiado lejos de Manhattan, además de impedir el desarrollo en los sitios de los parques. Sin embargo, los periódicos y los cabilderos prominentes, que apoyaron dicho sistema de parques, pudieron solicitar el proyecto de ley al Senado del Estado de Nueva York y, más tarde, a la Asamblea del Estado de Nueva York (la cámara baja de la legislatura). En junio de 1884, el gobernador Grover Cleveland promulgó la Ley de Nuevos Parques y autorizó la creación del sistem.
Adquirido en 1888 como resultado de la Ley de Nuevos Parques, el Parque Crotona forma parte de la antigua propiedad de la familia Bathgate, propietaria de grandes terrenos en South Bronx. Alexander Bathgate, un inmigrante escocés, había adquirido la tierra de su empleador Gouverneur Morris. En ese momento, la tierra que comprende el actual Parque Crotona se llamaba Bathgate Woods, que estaba en un punto alto y contenía bosques y un estanque llamado Indian Lake. La familia Bathgate abrió al público el área cerca de Indian Lake y se convirtió en un lugar de pícnic. El Departamento de Parques del Bronx, en su informe de 1884 a la legislatura estatal, señaló que la tierra tiene "requisitos indispensables para un parque", como un "bosque exuberante" con robles, olmos y magnolias nativos, así como la proximidad a líneas ferroviarias como la Línea elevada de la Tercera Avenida y la Harlem Line. Debido a la rápida urbanización, Bathgate Farm se convirtió rápidamente en uno de los pocos espacios verdes que quedaban en el Bronx. Cuando el Departamento de Parques del Bronx lo adquirió, originalmente planeó nombrarlo Parque Bathgate. Debido a los desacuerdos de un ingeniero con la familia Bathgate, recibió el nombre de "Crotona", en honor a la antigua ciudad griega de Crotona en lo que ahora es Italia, y para distinguirlo del cercano sistema de agua del acueducto de Croton, de nombre similar. La sección más al norte del Parque Crotona se conocía como Old Borough Hall Park debido a la presencia de Bronx Borough Hall en su perímetro.
El parque no recibió muchas mejoras hasta el siglo XX. El perímetro de Indian Lake se pavimentó a principios del siglo XX y se instalaron un puesto de comida para patinadores sobre hielo y una cabaña para calentarse. Además, se realizaron trabajos de paisajismo y se erigió una nueva tribuna para conciertos y juegos de pelota. Trescientos olmos americanos fueron plantados alrededor del lago en 1903. Dos años más tarde, se construyó un campo deportivo para el Departamento de Educación de Nueva York. Se presentó un proyecto de ley en la Asamblea en 1909, que instalaría un arsenal de la Guardia Nacional de Nueva York en el Parque Crotona. El proyecto de ley fue fuertemente denunciado por el público, y aunque tanto la Asamblea como el Senado aprobaron el proyecto de ley, el alcalde George B. McClellan Jr. lo vetó. El Parque Crotona se amplió mediante la adquisición de terrenos en 1907 y 1911, y se agregaron canchas de tenis adicionales en 1915. En 1914 se instaló un muro de hormigón alrededor del perímetro del lago, así como lámparas y caminos. En 1928 se añadió un "jardín agrícola", para enseñar a los niños sobre la agricultura.
En 1911, los terratenientes locales se quejaron de que los eventos deportivos en el campo deportivo y el quiosco de música eran demasiado ruidosos. Solicitaron que el campo se moviera hacia el interior del Parque Crotona. En 1916, varios terratenientes locales presentaron una demanda, llamando al campo deportivo y al quiosco de música "molestias" que no eran propicias para la operación del parque. Algunos de estos propietarios alegaron que no podían vender su propiedad.

### Renovación de la administración de progreso de obras

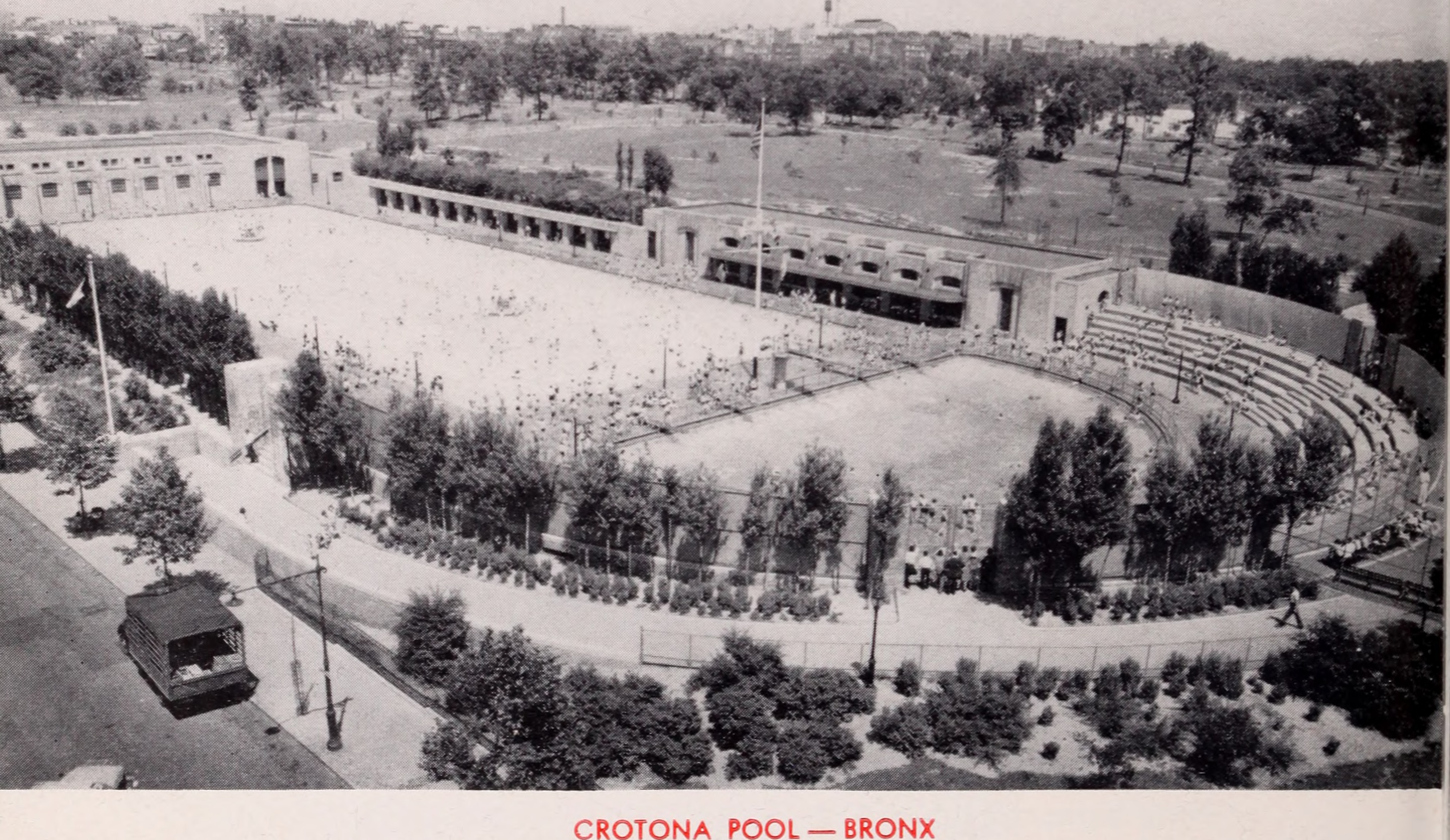
Una fotografía promocional de la piscina del Parque Crotona, de 1964.

En 1934, el alcalde Fiorello H. La Guardia nominó a Robert Moses para convertirse en comisionado de un Departamento unificado de Parques y Recreación de Nueva York. En ese momento, Estados Unidos estaba experimentando la Gran Depresión; inmediatamente después de que La Guardia ganara las elecciones de 1933, Moses comenzó a escribir "un plan para poner a trabajar a 80 000 hombres en 1700 proyectos de ayuda". Cuando asumió el cargo, varios cientos de proyectos de este tipo estaban en marcha en toda la ciudad.
Moses estaba especialmente interesado en crear nuevas piscinas y otras instalaciones para bañarse, como las de Jacob Riis Park, Jones Beach y Orchard Beach. Él ideó una lista de 23 piscinas alrededor de la ciudad, incluida una en el Parque Crotona. Las piscinas se construirían con fondos de Works Progress Administration (WPA), una agencia federal creada como parte del New Deal para combatir los efectos negativos de la Depresión. Once de estas piscinas debían diseñarse al mismo tiempo y abrirse en 1936. Moses, junto con los arquitectos Aymar Embury II y Gilmore David Clarke, crearon un diseño común para estos centros acuáticos propuestos. Cada ubicación debía tener piscinas distintas para bucear, nadar y vadear; gradas y áreas de visualización; y baños con vestuarios que podrían usarse como gimnasios. Las piscinas debían tener varias características comunes, como un mínimo 55 yardas (50,3 m) longitud, iluminación subacuática, calefacción, filtración y materiales de construcción de bajo costo. Para cumplir con el requisito de materiales baratos, cada edificio se construiría utilizando elementos de los estilos arquitectónicos Streamline Moderne y clásico. Los edificios también estarían cerca de "estaciones de confort", parques infantiles adicionales y paisajes arreglados.
En mayo de 1934 se anunciaron los planes para la construcción de diez canchas de tenis, un nuevo patio de recreo y canchas de balonmano y diamantes de béisbol adicionales en el Parque Crotona. La construcción de algunas de las 11 piscinas comenzó en octubre. De estos, el Parque Crotona fue el único lugar en el Bronx donde se construiría una piscina WPA. Una piscina para niños de 33,5 m se había abierto al norte del sitio de la futura casa de baños a mediados de 1935. Los planos de la piscina y la casa de baños del Parque Crotona se enviaron al Departamento de Edificios de Nueva York en agosto. A mediados de 1936, diez de los once grupos financiados por la WPA se completaron y se abrieron a razón de uno por semana. Crotona Pool fue la séptima de estas piscinas en abrir. Se inauguró el 25 de julio de 1936, frente a una multitud de cinco mil; según The New York Times, se tuvo que negar la entrada a unos 10 000 posibles participantes. El centro estaba compuesto por una piscina principal de 100,6 por 38,1 m, una casa de baños y la piscina para niños al norte de la casa de baños.
En 1938, se anunciaron mejoras adicionales para las 11 ubicaciones que habían recibido nuevas piscinas. Se asignaron alrededor de 2,87 millones de dólares (equivalentes a unos 55 millones de dólares en 2021) para la renovación del Parque Crotona, incluidas las aceras de las calles circundantes. NYC Parks comenzó a reconstruir los campos de béisbol y softbol y el campo deportivo existente. En algún momento de la década de 1940, se construyó un cobertizo para botes de ladrillo a lo largo del lago para reemplazar una estructura de madera anterior que se había incendiado. En 1941, NYC Parks anunció la finalización de estas mejoras. En total, se agregaron siete parques infantiles, se reconstruyeron otros tres y se construyó una granja infantil y dos estaciones de confort. En total, entre 1934 y la década de 1960, NYC Parks agregó la piscina y la casa de baños, así como cinco campos de béisbol, nueve parques infantiles, veinte canchas de tenis, cuatro estaciones de confort, senderos y áreas para sentarse.

### Rechazar

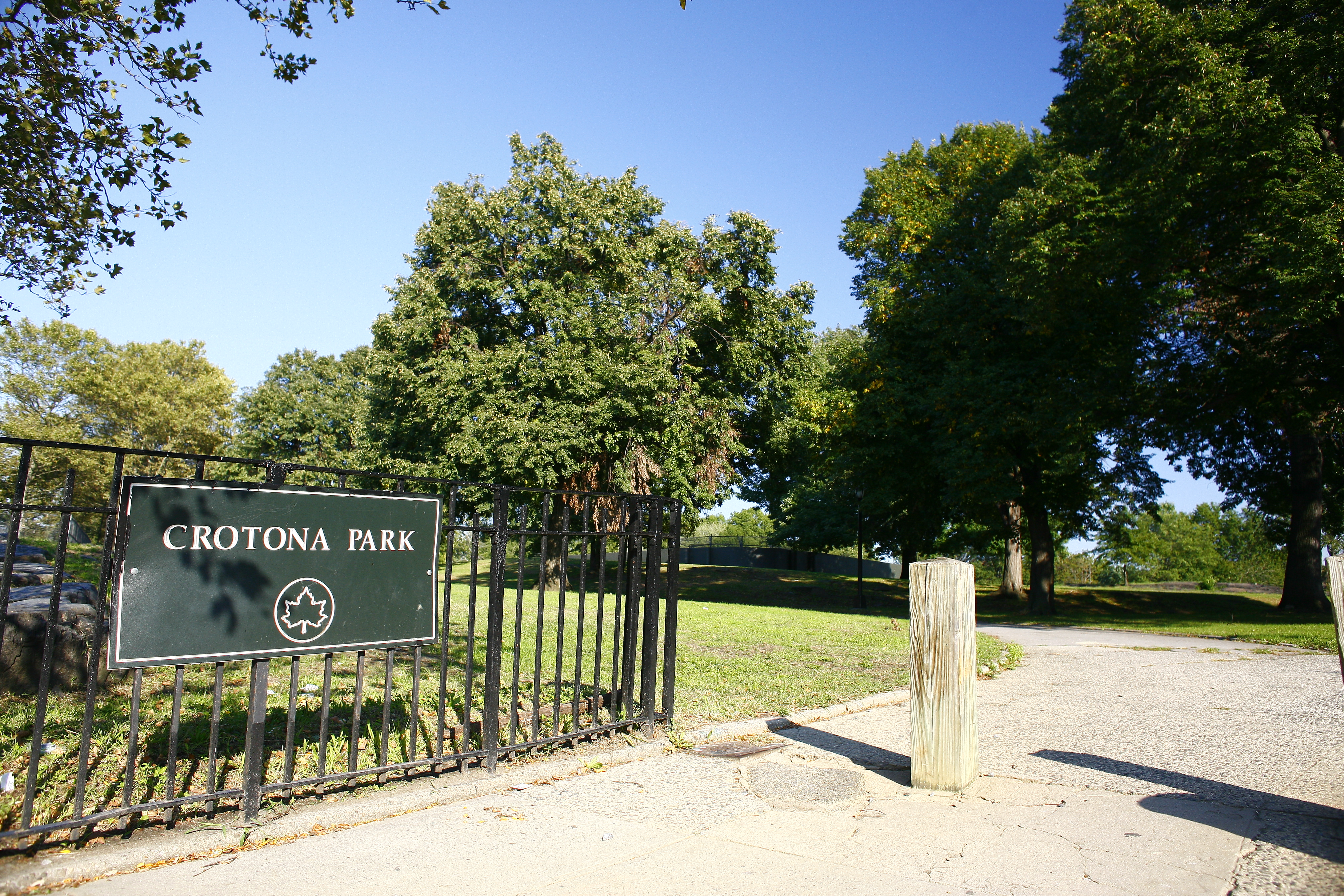
Una entrada al parque

En su apogeo, el Parque Crotona abarcaba 62,7 ha. Cuando se construyó Cross Bronx Expressway en 1945, la parte más al norte quedó aislada del resto. La sección más al norte todavía se conocía como Parque Crotona hasta 1987, cuando pasó a llamarse Parque Highland. El nombre se cambió a Parque Tremont en 1999 y nuevamente a Parque Walter Gladwin en 2020.
Para la década de 1950, el Parque Crotona se había convertido en el escenario de varios crímenes de alto perfil, ya que las pandillas comenzaron a desarrollarse en los vecindarios circundantes. Los incidentes incluyeron una batalla frustrada entre docenas de pandilleros adolescentes en 1950; una serie de atracos en el parque en 1954; la golpiza a un maestro en 1958; y el apuñalamiento mortal de un adolescente en 1965. Además, en julio de 1960, un niño de seis años se ahogó en la piscina del Crotona Play Center. Para disuadir el crimen, y especialmente en respuesta a un asesinato en un parque infantil mal iluminado en Manhattan, Robert F. Wagner Jr. propuso reemplazar la iluminación en el Parque Crotona y otros parques de la ciudad. El proyecto se completó en 1963.
El trabajo de restauración en el Crotona Play Center se anunció en 1965 como parte del plan de Wagner para restaurar parques, áreas de juego y bibliotecas en toda la ciudad. En última instancia, estas mejoras no ocurrieron, y muchos bancos y fuentes de agua se dañaron sin ser reemplazados. El cobertizo dejó de ofrecer recorridos en barco en 1970. A principios de 1971, los vándalos robaron múltiples accesorios eléctricos y de plomería del centro de juegos, causando daños por decenas de miles de dólares. Para disuadir futuros delitos de magnitud similar, se rellenaron las ventanas de la casa de baños y de la casa de filtros. Sin embargo, el centro de juegos siguió siendo popular. En 1973, para determinar la viabilidad de renovar completamente el Parque Crotona, la ciudad realizó una "limpieza relámpago" con equipos de mantenimiento de los cinco condados. Según un funcionario, tal limpieza no se había realizado anteriormente porque los funcionarios de NYC Parks tenían miedo de ser atacados por adolescentes del área. Alrededor de este tiempo, las partes circundantes dSouth Bronx estaban siendo diezmadas por el fuego y el crimen. Un ejemplo particularmente atroz fue la calle Charlotte, directamente al sureste del Parque Crotona, que a fines de la década de 1970 vio la demolición de casi todos los edificios a lo largo de sus tres cuadras.

### Restauración hasta nuestros días

#### Décadas de 1970 y 1980
En la década de 1970, el Parque Crotona y otros parques de la ciudad estaban en malas condiciones después de la crisis fiscal de Nueva York de 1975. NYC Parks inició un proyecto para restaurar las piscinas en varios parques en 1977, incluso en el Parque Crotona, para cuya restauración la agencia reservó un estimado de 5,8 millones de dólares. Estos proyectos no se llevaron a cabo por falta de dinero. Para marzo de 1981, NYC Parks tenía solo 2900 empleados en su plantilla total, menos del 10 por ciento de los 30 000 presentes cuando Moses era comisionado de parques. En 1982, el presupuesto de NYC Parks aumentó considerablemente, lo que permitió a la agencia llevar a cabo proyectos de restauración por un valor de 76 millones de dólares para fin de año; entre estos proyectos estaba la restauración de la piscina del Parque Crotona. El trabajo había comenzado a principios de 1983 y el complejo estuvo cerrado durante dos temporadas de verano mientras la construcción estaba en curso. La ludoteca reabrió sus puertas el 2 de agosto de 1984.
Durante esta era, se realizaron otras mejoras, incluida la restauración del lago y el cobertizo para botes, el reemplazo de bancos y la repavimentación de caminos. En 1983, se creó un programa de guardabosques voluntarios para ayudar a mantener el Parque Crotona y otros parques de la ciudad. El gobierno federal proporcionó alrededor de 500 000 dólares en fondos para el programa de guardabosques. Los guardabosques se mudaron al antiguo cobertizo para botes en 1984, pero unos años más tarde lo abandonaron después de que se agotaron sus fondos. Además, tres candidatos presidenciales de Estados Unidos, Jimmy Carter, Ronald Reagan y Bill Clinton, visitaron el parque, mientras que el papa Juan Pablo II ofició misa allí en 1979. Esto ayudó a llamar la atención sobre el sitio como uno de los únicos grandes espacios verdes en South Bronx.

#### 1990 al presente
NYC Parks continuó enfrentando déficits financieros en los próximos años, y las piscinas conservaron una reputación de alta criminalidad. El Parque Crotona en su conjunto también fue visto como un área insegura. En la década de 1980 y principios de la de 1990 se denunciaron delitos violentos, incluido el apuñalamiento de una mujer embarazada, un tiroteo que hirió a un niño y un hombre al que prendieron fuego durante el robo de una bicicleta; además, según los informes, un violador en serie frecuentaba el parque. Para el verano de 1991, el alcalde David Dinkins había planeado cerrar las 32 piscinas al aire libre de la ciudad, una decisión que solo se revirtió después de una donación de 2 millones de dólares del desarrollador inmobiliario Sol Goldman y 1,8 millones de dólares de otras fuentes. Además, en la década de 1990, una práctica llamada "remolino" se volvió común en las piscinas de Nueva York, como el Parque Crotona, donde los adolescentes acariciaban inapropiadamente a las mujeres. Para el cambio de siglo, los delitos como las agresiones sexuales habían disminuido en los parques de toda la ciudad debido al aumento de la seguridad.
En la década de 1990, hubo un movimiento para revitalizar el Parque Crotona, encabezado por figuras como Elizabeth Barlow Rogers, quien encabezó el esfuerzo de Central Park Conservancy para revivir Central Park en los años anteriores. En 1996, se estableció una organización llamada Friends of the Crotona PArk. Las dos piscinas adyacentes a la piscina principal se rellenaron a finales del siglo XX. La piscina de buceo se llenó en 1995, mientras que la piscina infantil rectangular se modificó a una forma hexagonal después de la década de 1980 antes de llenarse en 1996. En 1999, el Fondo Lila Wallace Readers Digest asignó 1,1 millones de dólares a la restauración de cinco parques de la ciudad, incluido el Crotona, que se igualaría con fondos de la ciudad.
El centro natural se reabrió en mayo de 2001, momento en el que se creó un "plan de restauración y gestión" para el Parque Crotona como un espacio verde que une a las comunidades circundantes. En 2009, se restauró el lago y se inauguró un nuevo anfiteatro. Se aprobó una rehabilitación del centro natural en 2014, y el Cary Leeds Center for Tennis & Learning abrió cerca de Indian Lake en 2015, con una nueva casa club de dos pisos y veinte canchas de tenis restauradas. NYC Parks también lanzó un plan maestro para los parques Crotona y Tremont en junio de 2015. El plan requería la construcción de una cafetería, una zona para perros y otra de patinaje en el Parque Crotona, así como la construcción de conexiones entre los parques. El cobertizo para botes fue restaurado en 2016. En ese momento se anunció una renovación de la entrada al área de juegos de Crotona, y las linternas sobre las torres de la entrada principal se restauraron en 2020. Al año siguiente, NYC Parks propuso reconstruir el techo de la casa de baños del Parque Crotona.

## Atracciones e instalaciones

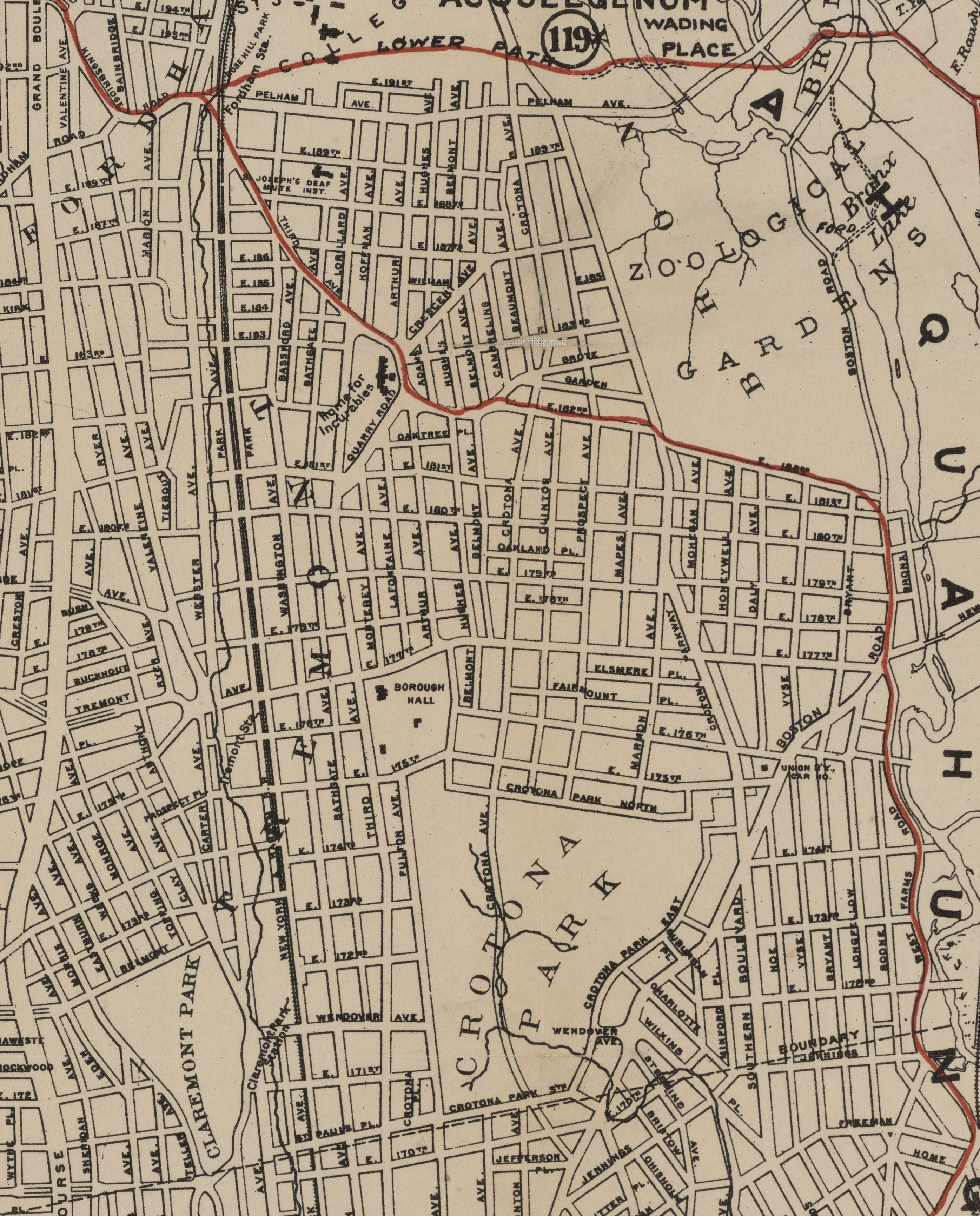
Mapa de 1912 que muestra el Parque Crotona con Borough Hall Park (ahora llamado Walter Gladwin Park) directamente adyacente al otro lado de la calle 175, Claremont Park al oeste y Bronx Park ("Zoological Gardens") al noreste. Este mapa es anterior a Cross Bronx Expressway, que ahora separa los parques Crotona y Walter Gladwin. Claremont Parkway, que ahora divide al Parque Crotona al nivel de Wendover Ave, tampoco se había construido aún.

El Parque Crotona está delimitado por Crotona Park West (también conocida como Fulton Avenue), el Crotona Park North, el Crotona Park East y Crotona Park South (una continuación de St. Paul's Place). Está dividido en cuatro secciones de tamaño desigual por Claremont Parkway y Crotona Avenue. Sirve a los vecindarios de Claremont al oeste, Belmont y Tremont al norte, West Farms al noreste, Parque Crotona Este al sureste y Morrisania al suroeste. Debido a su ubicación central entre varios vecindarios diferentes, el Parque Crotona a veces se conoce como el "Central Park de South Bronx". El Parque Crotona también tiene conexiones con Hylan Park y Crotona Parkway en la esquina noreste y con Walter Gladwin Park cerca de la esquina noroeste, aunque las conexiones con los tres son deficientes.
El Parque Crotona tiene 28 especies de árboles, así como la Pisina Crotona, la más grande del Bronx. Una serie de caminos asfaltados atraviesan el parque, conectando sus diferentes elementos.

### Instalaciones recreativas

#### Parques infantiles
El Parque Crotona tiene doce parques infantiles:
- Bathgate Playground, en la intersección de Fulton Avenue y la calle 173, en la sección noroeste. Lleva el nombre de la familia Bathgate.[12]
- Boxcar Playground, en la intersección de Parque Crotona Este y la calle Charlotte, en la sección este.[86]
- Carter Playground, en la intersección de Parque Crotona Este y la calle Charlotte, en la sección este. Originalmente llamado Playground #7, recibió su nombre del presidente estadounidense Jimmy Carter en 1998.[87]
- Clinton Playground, en el Parque Crotona South entre las avenidas Clinton y Prospect, en la sección suroeste. Lleva el nombre del gobernador DeWitt Clinton.[88]
- Hill & Dale Playground, en la intersección de Parque Crotona Este y la calle 173, en la sección este.[86]
- Martin Van Buren Playground, en Parque Crotona Este entre Prospect Avenue y Claremont Parkway, en la sección sureste. Lleva el nombre del presidente de los Estados Unidos, Martin Van Buren.[89]
- Playground of the Stars, en Fulton Avenue entre St. Pauls Place y la calle 171, en la sección suroeste. Lleva el nombre de cuatro constelaciones grabadas cerca de la fuente de agua: Cetus, Cygnus, Ursa Major y Canis Major.[90]
- Playground 1, en la intersección de Parque Crotona Norte y Crotona Avenue.[86]
- Playground 3, en Parque Crotona Norte entre Marmion Avenue y Waterloo Place, en la sección noreste.[86]
- Playground 4, en Parque Crotona Este entre Waterloo Place y la calle 173, en la sección noreste.[86]
- Playground 11, en Fulton Avenue entre Claremont Parkway y la calle 172, en la sección noroeste.[86]
- Prospect Park, en Parque Crotona Norte entre las avenidas Prospect y Marmion, en la sección noreste.[86]

#### campos de recreo

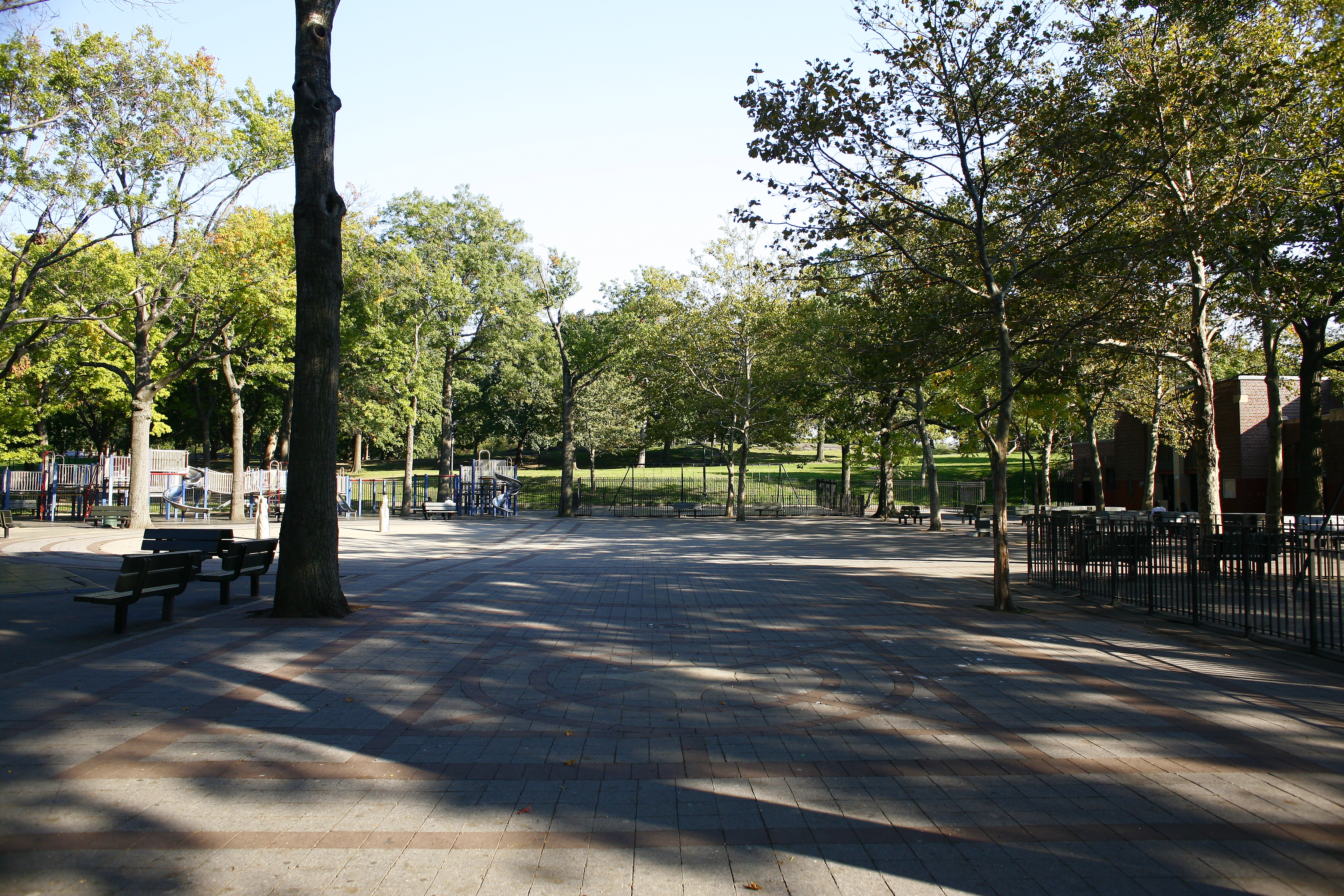
Una de las áreas de juego en el Parque Crotona

El Parque Crotona incluye varios campos deportivos. Dentro del centro recreativo del mismo nombre, hay una cancha de baloncesto cubierta, un gimnasio y un centro comunitario. Al aire libre, hay numerosas canchas de baloncesto, canchas de balonmano, canchas de fútbol y canchas de béisbol repartidas por todo el parque. La orilla sur del estanque del Parque Crotona tiene un campo de béisbol, dos canchas de baloncesto y cuatro canchas de balonmano. La esquina noreste tiene otras dos canchas de baloncesto, ocho canchas de balonmano y una cancha de fútbol. La orilla norte del estanque tiene dos campos de béisbol y una cancha de baloncesto, así como el Cary Leeds Center for Tennis and Learning, con veinte canchas de tenis. Al otro lado de Claremont Avenue hacia el oeste se encuentra Crotona Play Center, donde hay dos campos de béisbol (uno al norte y otro al sur), así como una cancha de baloncesto y dos canchas de balonmano al sur. Hay otra cancha de baloncesto en la esquina noroeste del Parque Crotona South y Claremont Parkway, y un campo de béisbol en la esquina noreste de la misma intersección.
En total, hay seis canchas de béisbol, siete canchas de baloncesto, una cancha de fútbol, veinte canchas de tenis y catorce canchas de balonmano. Los campos al aire libre son de uso gratuito para el público en general, pero algunas actividades bajo techo requieren una membresía.

#### Parque Hylan
Hylan Park es un parque 6,1 ha área de descanso en la esquina noreste del Crotona. Nombrado en honor al alcalde John Francis Hylan, está delimitado por la calle 175 al norte, Bulevar Sur al este, Parque Crotona Este al sur y suroeste, y Waterloo Place al oeste.

#### Parque Walter Gladwin

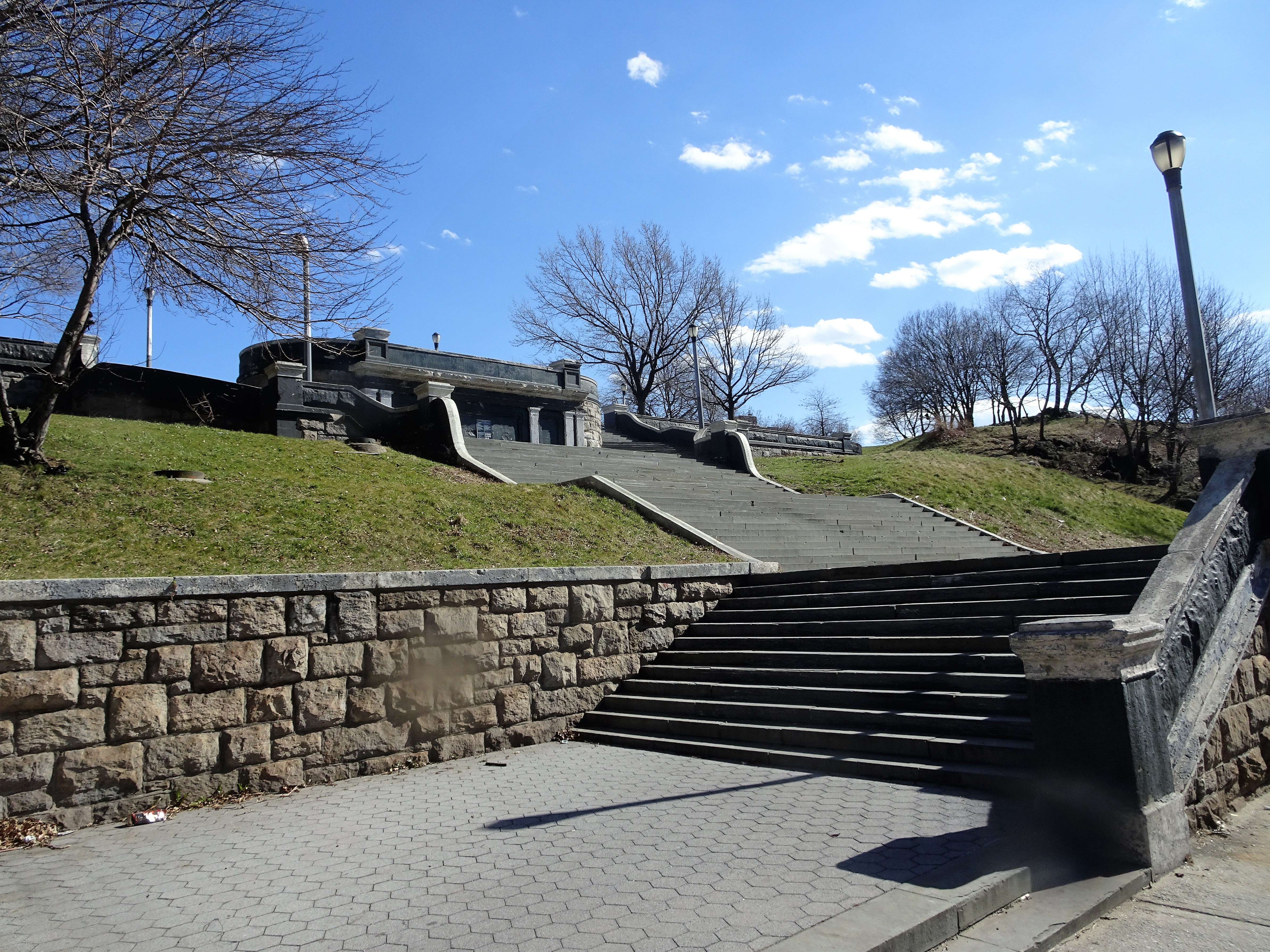
La gran escalera del Parque Walter Gladwin, vista desde Third Avenue

Walter Gladwin Park es un parque 6,1 ha estacione justo al norte de la sección noroeste del Crotona, separado de él por Cross Bronx Expressway. Lleva el nombre de Walter H. Gladwin (1902-1988), quien fue la primera persona negra elegida para un cargo gubernamental en el Bronx. Esta área se ha llamado Parque Tremont, Highland y Old Borough Hall; antes de eso, era parte del Crotona. El parque está delimitado por Tremont Avenue al norte, Arthur Avenue al este, la calle 175 al sur y Third Avenue al oeste. Las características más significativas del parque son los escalones que conducen al antiguo sitio de Bronx Borough Hall y los senderos circulares alrededor de un antiguo sitio de fuente. Walter Gladwin Park fue renovado en 1995 e incluye canchas de baloncesto, un campo de béisbol, áreas de juego, duchas y mesas de ajedrez.

### Características geográficas
El Parque Crotona está en un punto alto en el Bronx. De acuerdo con el Departamento de Parques y Recreación de Nueva York, en días despejados, se pueden ver las Palisades del río Hudson hacia el oeste y el Puente de Brooklyn hacia el sur desde ciertos puntos del parque.

#### Lago y centro de la naturaleza
El Parque Crotona tiene un 1,2 ha estanque llamado Indian Lake. Según NYC Parks, el nombre supuestamente proviene de los jóvenes del siglo XIX que vivían en la zona y "se imaginaban a los indios weckguasgeeck sentados alrededor del lago en la repisa de la roca que rodeaba a su jefe, que estaría fumando la legendaria pipa de la paz con los recién llegados". europeos que buscan tierras para asentarse". El estanque también se llama popularmente lago Crotona. Históricamente, Indian Lake desembocaba en Bungay o Bound Brook, que luego fluía hacia el sur hasta el East River, cerca de lo que ahora es Hunts Point. Un anfiteatro se encuentra en la orilla sur del lago, junto a un puente de piedra que se extiende por una entrada en el extremo sur del lago. El lago está habitado por patos, tortugas y peces. El área circundante tiene numerosas especies de flores nativas que incluyen tulipán, cerezo negro, nogal americano, sasafrás y liquidámbar. A partir del plan maestro de 2015, el lago estaba cubierto de floraciones de algas y contenía demasiada basura debido a su proximidad a las áreas de pícnic.
Junto a la orilla este del lago se encuentra un centro natural, una estructura de ladrillo que se inauguró en 2001 y anteriormente servía como cobertizo para botes. El cobertizo para botes se construyó en 1928 o en la década de 1940, en sustitución de una estructura de madera erigida a principios del siglo XX. El centro de la naturaleza patrocina actividades al aire libre como paseos por la naturaleza, identificación de especies y campamentos de verano.

### Crotona Play Center
Crotona Play Center, en el cuadrante noroeste del Parque Crotona, es el único complejo de piscinas construido por Works Progress Administration en el Bronx. Se accede a su entrada principal desde Fulton Avenue y la calle 173, que brinda acceso a la casa de baños y la terraza de la piscina. El centro de juegos cubre 3,8 ha e incluye una casa de baños que separa la piscina principal y la antigua piscina para niños. El interior de la casa de baños tiene vestuarios de imagen especular. El complejo fue diseñado por Embury y Clarke con Herbert D. Magoon, cuyo plan combina elementos Art Moderne y clásicos. Los edificios principales están decorados con esculturas de Frederick Roth, incluidas pilastras con la parte superior de ibis en la casa de baños y bajorrelieves en los nichos para sentarse que se encuentran junto a la piscina.
El 26 de junio de 2007, la Comisión de Preservación de Monumentos Históricos de Nueva York designó el interior y el exterior del Crotona Play Center como monumentos oficiales de la ciudad. La comisión también había considerado el grupo para el estatus de hito en 1990, junto con los otros diez grupos WPA en la ciudad. Además, el centro de juegos se incluyó en el Registro Nacional de Lugares Históricos el 28 de abril de 2015.

#### Casa de baños
Al este del patio hay un edificio rectangular con dos pabellones casi idénticos al norte y al sur. El lado más largo está en un eje oeste-este (es decir, paralelo a la calle 173), mientras que el lado más corto está en un eje norte-sur (es decir, paralelo a Fulton Avenue). El edificio tiene una fachada de ladrillo con patrón semicircular y detalles de piedra fundida. El pabellón norte alberga el vestuario de hombres, mientras que el pabellón sur alberga el vestuario de mujeres. Las fachadas occidentales de ambos pabellones tienen aberturas de ventanas con arcos de ladrillo a nivel del suelo; el pabellón norte tiene un balcón en el segundo piso, aunque el pabellón sur tiene una abertura de altura completa. Las fachadas norte y sur tienen cada una siete tramos. Cada tramo tiene ventanas arqueadas en el primer piso y un par de tragaluces de medio piso donde estaría el segundo; estos están ligeramente empotrados en el edificio. La fachada este forma la parte trasera del edificio, frente al área de la piscina, y se subdivide en seis tramos.
En el interior, los techos de cada vestuario están sostenidos por contrafuertes de hormigón arqueados que se extienden entre las paredes norte y sur de las habitaciones. La zona de más baja de cada pared es de 2 m y está alicata mientras que el resto está enyesado. Cada uno de los vestuarios tiene casilleros en sus paredes norte y sur. De lo contrario, son casi idénticos, excepto por las diferentes ubicaciones de varias aberturas de ventanas. Durante el otoño hasta la primavera, estos vestuarios se utilizan como instalaciones de gimnasio. Al este de los vestuarios hay baños y duchas para cada género. Estas instalaciones se dispusieron de manera que tanto los baños de hombres como de mujeres tuvieran una salida a la fachada sur en el extremo este del edificio. La fachada norte del extremo este de la casa de baños también tiene entradas a un baño para niñas, una habitación para madres y una oficina del director. La fachada sur de esa parte del edificio incluye un baño de niños, adyacente a la entrada del baño de hombres.

#### Piscina
El complejo tiene una piscina principal rectangular y anteriormente también constaba de piscinas más pequeñas para bucear y para niños. La piscina principal está al sur de la casa de baños y mide 100,6 por 38,1 m, con una profundidad de 1,2 m Al sur de la piscina principal había una piscina de buceo semicircular, que desde 2014 tiene fuentes de rociado. Una rampa, debajo del paso elevado entre la casa de primeros auxilios de ladrillo y el palacio de justicia del Play Center, brinda entrada a la piscina desde Fulton Avenue hacia el oeste. Las gradas de concreto están a lo largo del borde occidental del área de la piscina, junto a un muro de contención que separa el área de la piscina de Fulton Avenue, y se extienden hacia el sur a lo largo del borde redondo del área de la piscina de clavados. El lado este del área de la piscina tiene doce nichos con bancos, colocados en el muro de contención de ese lado. Una casa de filtro de un solo piso se encuentra al este del área de la piscina principal, al sur de los bancos.
El área de la antigua piscina para niños, ahora parte de Bathgate Playground, está al norte de la casa de baños. Está rodeada por un muro de contención. El área de la piscina, una vez semicircular antes de convertirse en forma hexagonal en la década de 1980, se completó en 1996. El sitio tiene equipo de juegos como columpios y bancos.

## Eventos notables

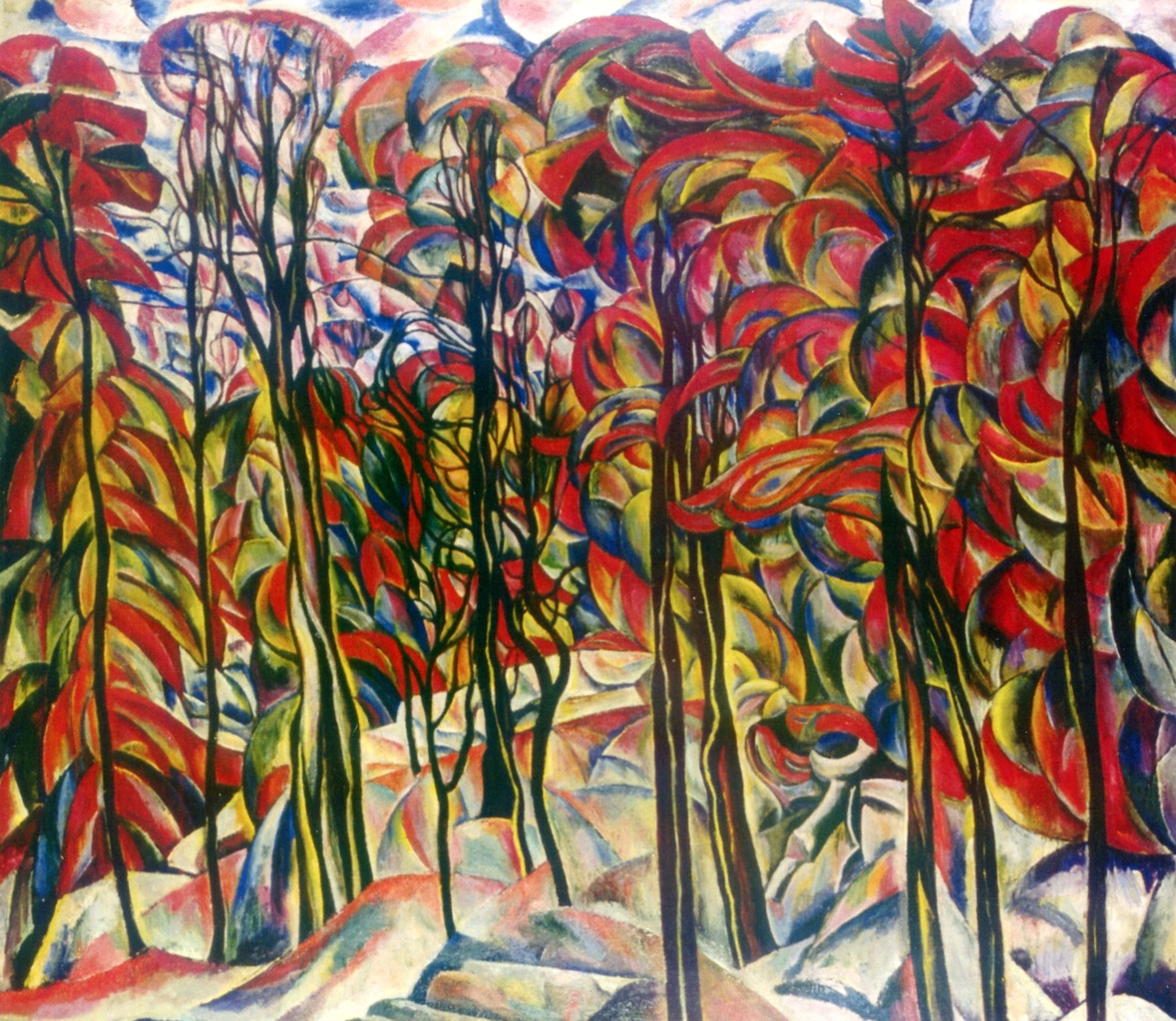
Abraham A. Manievich, Otoño, Parque Crotona, Bronx (1922–1925)

De 1996 a 2012, el parque fue sede del EmblemHealth Bronx Open, un torneo de tenis femenino de la Federación Internacional de Tenis con una bolsa de 100 000 dólares que contó con jugadoras entre las 100 mejores, quienes usaron el torneo como una "puesta a punto" para el Abierto de Estados Unidos que comienza el La semana siguiente. El Bronx Open también fue sede del campeonato nacional de dobles juveniles de la Asociación de Tenis de los Estados Unidos para niños y niñas de 14 a 16 años, un evento que continuó después de la desaparición del evento de la ITF. Las ganancias del torneo beneficiaron a New York Junior Tennis and Learning. El Bronx Open se revivió en 2019 como un torneo internacional de la WTA, celebrado en el parque y organizado por New York Junior Tennis and Learning.

## En la cultura popular
El Parque Crotona está representado en "Autumn, el Parque Crotona, Bronx" de Abraham A. Manievich (c. 1922-1925), propiedad del Museo Nacional de Arte de Ucrania, y también se hace referencia en la obra Waiting for Lefty de Clifford Odets (1935). Además, el flautista de jazz Dave Valentín, nativo dSouth Bronx, nombró la primera pista de su lanzamiento de 1983 Flute Juice en honor al parque.